# Desa Muck
Desa Muck, född 29 augusti 1955 i Ljubljana, Slovenien, är en slovensk skådespelerska, programledare, journalist och författare av ungdomslitteratur.

## Biografi
Desa Muck är släkt med den slovenska poeten, skådespelaren och professorn Kristijan Muck. Innan hon började skriva arbetade hon med en rad olika saker, först som sjuksköterska med förståndshandikappade barn och senare i en förskola. En tid arbetade hon som skådespelerska innan hon till sist började skriva och idag är hon frilansartist. Hon nominerades till utmärkelsen årets Slovenska 2008, men vann inte. Mellan åren 1996 och 2002 och mellan 2008 och 2010 var hon programledare för TV-programmen Mario, ZOOM och Spet doma.

## Författarskap
Muck är mest känd för sina berättelser för ungdomar. Hennes böcker vänder sig till tonåringar och de handlar om ämnen som hör den åldern till och som ibland betraktas som tabu. Ämnen som till exempel sex, droger och skoltiden. Många av hennes berättelser är skrivna i första person och är smarta och humoristiska. Hennes böcker är också populära bland äldre läsare, även om de inte tillhör målgruppen. Boken Lažni Suzi är självbiografisk och beskriver hennes egen tid som tonåring med ett fingerat namn.